# العتامنة (ارفالة)
العتامنة هي إحدى مشيخات المملكة المغربية، تتبع جغرافيا لإقليم أزيلال وإداريًا لارفالة. يقدر عدد سكانها بـ 11548 نسمة حسب الإحصاء الرسمي للسكان والسكنى لسنة 2004.